# Flotta della Marina militare (India)
Segue un elenco della unità componenti la flotta della Marina militare dell'India al 2022.

## Unità di superficie
| Classe                 | Immagine  | Origine     | Tipo          | Dislocamento | Progetto    | In servizio (al 2024) | Note                                                         |
| Portaerei              | Portaerei | Portaerei   | Portaerei     | Portaerei    | Portaerei   | Portaerei             | Portaerei                                                    |
| ---------------------- | --------- | ----------- | ------------- | ------------ | ----------- | --------------------- | ------------------------------------------------------------ |
| Vikramaditya           |           | URSS        | Portaerei     | 45.400 t     | Kiev        | 1                     | Portaerei STOBAR                                             |
| Vikrant                |           | India       | Portaerei     | 40.000 t     |             | 1                     |                                                              |
| Cacciatorpediniere     |           |             |               |              |             |                       |                                                              |
| Visakhapatnam          |           | India       | Stealth DDG   | 8.000 t      |             | 4                     |                                                              |
| Kolkata                |           | India       | Stealth DDG   | 7.500 t      |             | 3                     |                                                              |
| Delhi                  |           | India       | Stealth FFG   | 6.700 t      |             | 3                     |                                                              |
| Rajput                 |           | URSS        | DDG           | 4.974 t      | Kashin      | 3                     |                                                              |
| Fregate                |           |             |               |              |             |                       |                                                              |
| Nilgiri                |           | India       | Stealth FFG   | 6.670 t      |             | 1                     | ulteriori 6 unità previste                                   |
| Shivalik               |           | India       | Stealth FFG   | 6.200 t      |             | 3                     |                                                              |
| Talwar                 |           | Russia      | Stealth FFG   | 4.435 t      | Grigorovich | 7                     | ulteriori 3 unità ordinate                                   |
| Brahmaputra            |           | India       | FFG           | 3.850 t      |             | 3                     |                                                              |
| Corvette               |           |             |               |              |             |                       |                                                              |
| Kamorta                |           | India       | ASW           | 3.400 t      |             | 4                     | ulteriori 6 unità in costruzione                             |
| Kora                   |           | India       | Corvetta      | 1.350 t      |             | 4                     |                                                              |
| Khukri                 |           | India       | Corvetta      | 1.350 t      |             | 2                     |                                                              |
| Arnala                 |           | India       | Corvetta      | 900 t        |             | 1                     | ulteriori 7 unità in costruzione in sostituzione delle Abhay |
| Abhay                  |           | India       | Corvetta      | 485 t        |             | 1                     |                                                              |
| Veer                   |           | URSS        | Corvetta      | 455 t        | Tarantul    | 7                     |                                                              |
| Navi da guerra anfibia |           |             |               |              |             |                       |                                                              |
| Austin                 |           | Stati Uniti | LPD           | 16.590 t     |             | 1                     |                                                              |
| Magar                  |           | India       | LST           | 5.655 t      |             | 2                     |                                                              |
| Shardul                |           | India       | LST           | 5.600 t      |             | 3                     |                                                              |
| Kumbhir                |           | Polonia     | LST           | 1.100 t      |             | 3                     |                                                              |
| Mk. IV LCU             |           | India       | LCU           | 830 t        |             | 8                     |                                                              |
| Pattugliatori          |           |             |               |              |             |                       |                                                              |
| Saryu                  |           | India       | Pattugliatore | 2.300 t      |             | 4                     |                                                              |
| Sukanya                |           | India       | Pattugliatore | 1.890 t      |             | 6                     |                                                              |

## Unità sommergibili
| Classe                                                              | Immagine                                                            | Origine                                                             | Tipo                                                                | Dislocamento                                                        | Progetto                                                            | In servizio                                                         | Note                                                                |
| Sottomarini lanciamissili balistici nucleari a propulsione nucleare | Sottomarini lanciamissili balistici nucleari a propulsione nucleare | Sottomarini lanciamissili balistici nucleari a propulsione nucleare | Sottomarini lanciamissili balistici nucleari a propulsione nucleare | Sottomarini lanciamissili balistici nucleari a propulsione nucleare | Sottomarini lanciamissili balistici nucleari a propulsione nucleare | Sottomarini lanciamissili balistici nucleari a propulsione nucleare | Sottomarini lanciamissili balistici nucleari a propulsione nucleare |
| ------------------------------------------------------------------- | ------------------------------------------------------------------- | ------------------------------------------------------------------- | ------------------------------------------------------------------- | ------------------------------------------------------------------- | ------------------------------------------------------------------- | ------------------------------------------------------------------- | ------------------------------------------------------------------- |
| Arihant                                                             |                                                                     | India                                                               | SSBN                                                                | 6.000 t                                                             | India                                                               | 2                                                                   | 1 unità prove in mare, 1 unità in costruzione                       |
| Sottomarini d'attacco a propulsione convenzionale                   |                                                                     |                                                                     |                                                                     |                                                                     |                                                                     |                                                                     |                                                                     |
| Sindhughosh                                                         | INS Sindhuvijay                                                     | URSS Russia                                                         | SSK                                                                 | 3.076 t                                                             | Kilo                                                                | 7                                                                   |                                                                     |
| Kalvari                                                             |                                                                     | Francia India                                                       | SSK                                                                 | 1.870 t                                                             | Scorpène                                                            | 6                                                                   |                                                                     |
| Shishumar                                                           |                                                                     | Germania                                                            | SSK                                                                 | 1.850 t                                                             | Type 209-1500                                                       | 4                                                                   |                                                                     |

## Navi ausiliarie
Alle navi sopra riportate occorre aggiungere le imbarcazioni da guerra (di tipo missile boat, torpedo boat e gun boat), le navi da intelligence, le navi da salvataggio, le navi da sorveglianza delle frontiere e le navi ausiliarie (da trasporto, idrografiche, di servizio, rimorchiatori, ect.).
Di seguito proponiamo una tabella di riepilogo delle classi principali:
| Classe      | Origine | Tipo               | Dislocamento | In servizio (al 2022) | Note |
| ----------- | ------- | ------------------ | ------------ | --------------------- | ---- |
| Deepak      | Italia  | nave rifornimento  | 27.500 t     | 2                     |      |
| Aditya      | India   | nave rifornimento  | 24.600 t     | 1                     |      |
| Jyoti       | India   | nave rifornimento  | 35.900 t     | 1                     |      |
| Ambika      | India   | nave rifornimento  | 1.000 t      | 1                     |      |
| Anvesh      | India   | nave misure        | 11.300 t     | 1                     |      |
| Dhruv       | India   | nave misure        | 15.000 t     | 1                     |      |
| Sagardhwani | India   | nave oceanografica | 2.050 t      | 1                     |      |
| Sandhayak   | India   | nave oceanografica | 1.800 t      | 6                     |      |
| Makar       | India   | nave oceanografica | 500 t        | 1                     |      |